# Fáskrúðsfjörður
Fáskrúðsfjörður é uma localidade na Islândia. Em 2018 tinha uma população de cerca de 712 habitantes.